# برج ساعت ازمیت
برج ساعت ازمیت (به لاتین: İzmit Clock Tower) یک برج ساعت در ترکیه است که در ازمیت واقع شده‌است. این برج یکی از برج‌های ساعت بسیاری است که در سرتاسر امپراتوری عثمانی در نتیجه فرمانی که برای بزرگداشت بیست و پنجمین سالگرد بر تخت نشستن سلطان عبدالحمید دوم به تاج و تخت عثمانی برای فرمانداران استان‌ها فرستاده شد، ساخته شد. این بنا توسط معمار ودت تک به دستور موسی کاظم بیگ، فرماندار ازمیت طراحی و در سال ۱۹۰۲ ساخته شد. منابع دیگر معمار این برج را میهران آزاریان که اصالتاً یک ارمنی ازمیتی بود، نام می‌برند.